# Pleuronota rufosquamosa
Pleuronota rufosquamosa är en skalbaggsart som beskrevs av Leon Fairmaire 1893. Pleuronota rufosquamosa ingår i släktet Pleuronota och familjen Cetoniidae. Inga underarter finns listade i Catalogue of Life.